# Lista medaliaților olimpici la gimnastică (femei)
Aceasta este o listă completă a medaliatelor olimpice la gimnastică începând cu anul 1928.

## Gimnastică artistică

### Individual compus
| Probă sportivă   | Aur                        | Argint                  | Bronz                       |
| Helsinki 1952    | Maria Gorokhovskaya (URSS) | Nina Bocharova (URSS)   | Margit Korondi (HUN)        |
| Melbourne 1956   | Larisa Latînina (URSS)     | Ágnes Keleti (HUN)      | Sofia Muratova (URSS)       |
| Roma 1960        | Larisa Latînina (URSS)     | Sofia Muratova (URSS)   | Polina Astakhova (URSS)     |
| Tokyo 1964       | Věra Čáslavská (Cehia)     | Larisa Latînina (URSS)  | Polina Astakhova (URSS)     |
| Mexico 1968      | Věra Čáslavská (Cehia)     | Zinaida Voronina (URSS) | Natalia Kuchinskaya (URSS)  |
| München 1972     | Ludmilla Turisceva (URSS)  | Karin Janz (RDG)        | Tamara Lazakovich (URSS)    |
| Montreal 1976    | Nadia Comăneci (ROM)       | Nellie Kim (URSS)       | Ludmilla Turisceva (URSS)   |
| Moscova 1980     | Elena Davîdova (URSS)      | Nadia Comăneci (ROM)    | nu s-a acordat              |
| Moscova 1980     | Elena Davîdova (URSS)      | Maxi Gnauck (RDG)       | nu s-a acordat              |
| Los Angeles 1984 | Mary Lou Retton (SUA)      | Ecaterina Szabo (ROM)   | Simona Păucă (ROM)          |
| Seul 1988        | Elena Șușunova (URSS)      | Daniela Silivaș (ROM)   | Svetlana Boghinskaia (URSS) |
| Barcelona 1992   | Tatiana Gutsu              | Shannon Miller (SUA)    | Lavinia Miloșovici (ROM)    |
| Atlanta 1996     | Lilia Podkopaeva (UKR)     | Gina Gogean (ROM)       | Simona Amânar (ROM)         |
| Atlanta 1996     | Lilia Podkopaeva (UKR)     | Gina Gogean (ROM)       | Lavinia Miloșovici (ROM)    |
| Sydney 2000      | Simona Amânar (ROM)        | Maria Olaru (ROM)       | Liu Xuan (CHN)              |
| Atena 2004       | Carly Patterson (SUA)      | Svetlana Horkina (RUS)  | Zhang Nan (CHN)             |
| Beijing 2008     | Nastia Liukin (SUA)        | Shawn Johnson (SUA)     | Yang Yilin (CHN)            |
| Londra 2012      | Gabby Douglas (SUA)        | Viktoria Komova (RUS)   | Aliya Mustafina (RUS)       |
| Rio 2016         | Simone Biles (SUA)         | Alexandra Raisman (SUA) | Aliya Mustafina (RUS)       |

o 2020 
          2021
           Lee
                 Andrade

### Echipe
| Probă sportivă   | Aur | Argint | Bronz |
| Amsterdam 1928   | (NED) Estella Agsteribbe Jacomina van den Berg Alida van den Bos Petronella Burgerhof Elka de Levie Helena Nordheim Ans Polak Petronella van Randwijk Hendrika van Rumt Jud Simons Jacoba Stelma Anna van der Vegt | (ITA) Bianca Ambrosetti Lavinia Gianoni Luigina Giavotti Virginia Giorgi Germana Malabarba Clara Marangoni Luigina Perversi Diana Pizzavini Luisa Tanzini Carolina Tronconi Ines Vercesi Rita Vittadini | (UK) Annie Broadbent Lucy Desmond Margaret Hartley Amy Jagger Isobel Judd Jessie Kite Marjorie Moreman Edith Pickles Ethel Seymour Ada Smith Hilda Smith Doris Woods |
| Berlin 1936      | (GER) Anita Bärwirth Erna Bürger Isolde Frölian Friedl Iby Trudi Meyer Paula Pöhlsen Julie Schmitt Käthe Sohnemann                                                                                                 | (Cehia) Jaroslava Bajerová Vlasta Děkanová Božena Dobešová Vlasta Foltová Anna Hřebřinová Matilda Pálfyová Zdeňka Veřmiřovská Marie Větrovská                                                           | (HUN) Margit Csillik Margit Kalocsai Ilona Madary Gabriella Mészáros Margit Nagy Olga Tőrös Judit Tóth Eszter Voit                                                   |
| Londra 1948      | (Cehia) Zdeňka Honsová Marie Kovářová Miloslava Misáková Milena Müllerová Věra Růžičkova Olga Šilhánová Božena Srncová Zdeňka Veřmiřovská                                                                          | (HUN) Edit Weckinger Mária Zalai-Kövi Irén Karcsics Erzsébet Gulyás-Köteles Erzsébet Balázs Olga Tass Anna Fehér Margit Nagy-Sándor                                                                     | (SUA) Ladislava Bakanic Marian Barone Consetta Lenz Dorothy Dalton Meta Elste Helen Schifano Clara Schroth Anita Simonis                                             |
| Helsinki 1952    | (URSS) Nina Bocharova Pelageya Danilova Maria Gorokhovskaya Ekaterina Kalinchuk Galina Minaicheva Galina Shamrai Galina Urbanovich Medeya Jugeli                                                                   | (HUN) Andrea Bodó Irén Daruházi-Karcsics Erzsébet Gulyás-Köteles Ágnes Keleti Margit Korondi Edit Parényi-Weckinger Olga Tass Mária Kövi-Zalai                                                          | (Cehia) Hana Bobková Alena Chadimová Jana Rabasová Alena Reichová Matylda Šínová Božena Srncová Věra Vančurová Eva Věchtová                                          |
| Melbourne 1956   | (URSS) Polina Astakhova Ludmila Egorova Lidia Kalinina Larisa Latynina Tamara Manina Sofia Muratova | (HUN) Andrea Molnár-Bodó Erzsébet Gulyás-Köteles Ágnes Keleti Alice Kertész Margit Korondi Olga Lemhényi-Tass                                                                                           | (ROM) Georgeta Hurmuzachi Sonia Iovan Elena Leușteanu Elena Mărgărit Elena Săcălici Emilia Vătășoiu                                                                  |
| Roma 1960        | (URSS) Polina Astakhova Lidia Ivanova Larisa Latynina Tamara Lyukhina Sofia Muratova Margarita Nikolaeva | (Cehia) Eva Bosáková Věra Čáslavská Matylda Matoušková Hana Růžičková Ludmila Švédová Adolfína Tačová                                                                                                   | (ROM) Atanasia Ionescu Sonia Iovan Elena Leușteanu Emilia Vătășoiu-Liță Elena Niculescu Utta Poreceanu                                                               |
| Tokyo 1964       | (URSS) Larisa Latynina Polina Astakhova Tamara Manina Elena Volchetskaya Tamara Zamotailova Ludmila Gromova | (Cehia) Věra Čáslavská Jaroslava Sedláčková Adolfína Tkačíková Marianna Krajčírová Hana Růžičková Jána Kubičková                                                                                        | (JPN) Keiko Ikeda Toshiko Aihara Kiyoko Ono Taniko Nakamura Hiroko Tsuji Ginko Chiba                                                                                 |
| Mexico 1968      | (URSS) Ludmilla Turisceva Zinaida Voronina Larisa Petrik Liubov Burda Olga Karaseva Natalia Kuchinskaya | (Cehia) Věra Čáslavská Bohumila Řimnáčová Miroslava Skleničková Marianna Krajčírová Hana Lišková Jana Kubičková                                                                                         | (RDG) Karin Janz Erika Zuchold Maritta Bauerschmidt Ute Starke Marianne Noack Magdalena Schmidt                                                                      |
| München 1972     | (URSS) Ludmilla Turisceva Olga Korbut Tamara Lazakovich Liubov Burda Elvira Saadi Antonina Koshel | (RDG) Karin Janz Erika Zuchold Angelika Hellmann Irene Abel Christine Schmitt Richarda Schmeisser | (HUN) Ilona Bekesi Monika Csaszar Krisztina Medveczky Aniko Kery Marta Kelemen Zsuzsa Nagy                                                                           |
| Montreal 1976    | (URSS) Maria Filatova Svetlana Grozdova Nellie Kim Olga Korbut Elvira Saadi Ludmilla Turisceva | (ROM) Nadia Comăneci Mariana Constantin Georgeta Gabor Anca Grigoraș Gabriela Trușcă Teodora Ungureanu                                                                                                  | (RDG) Carola Dombeck Gitta Escher Kerstin Gerschau Angelika Hellmann Marion Kische Steffi Kraker                                                                     |
| Moscova 1980     | (URSS) Elena Davidova Maria Filatova Nellie Kim Elena Naimushina Natalia Shaposhnikova Stella Zakharova | (ROM) Nadia Comăneci Rodica Dunca Emilia Eberle Melita Ruhn Dumitrița Turner Cristina Elena Grigoraș | (RDG) Maxi Gnauck Silvia Hindorff Steffi Kraker Katharina Rensch Karola Sube Birgit Suss                                                                             |
| Los Angeles 1984 | (ROM) Ecaterina Szabo Laura Cutina Simona Păucă Cristina Elena Grigoraș Mihaela Stănuleț Lavinia Agache | (SUA) Mary Lou Retton Julianne McNamara Kathy Johnson Michelle Dusserre Tracee Talavera Pamela Bileck                                                                                                   | (CHN) Ma Yanhong Wu Jiani Chen Yongyan Zhou Ping Zhou Qiurui Huang Qun                                                                                               |
| Seul 1988        | (URSS) Svetlana Baitova Elena Shevchenko Olga Strazheva Natalia Laschenova Svetlana Boghinskaia Elena Șușunova | (ROM) Camelia Voinea Celestina Popa Eugenia Golea Gabriela Potorac Aurelia Dobre Daniela Silivaș | (RDG) Martina Jentsch Gabriele Faehnrich Ulrike Klotz Betti Schieferdecker Dörte Thümmler Dagmar Kersten                                                             |
| Barcelona 1992   | (EUN) Svetlana Boghinskaia Tatiana Gutsu Oksana Chusovitina Tatiana Lîsenko Elena Grudneva Rozalia Galiyeva | (ROM) Lavinia Miloșovici Gina Gogean Cristina Bontaș Mirela Pașca Maria Neculiță Vanda Hădărean | (SUA) Shannon Miller Kim Zmeskal Dominique Dawes Wendy Bruce Betty Okino Kerri Strug                                                                                 |
| Atlanta 1996     | (SUA) Amanda Borden Amy Chow Dominique Dawes Shannon Miller Dominique Moceanu Jaycie Phelps Kerri Strug | (RUS) Elena Dolgopolova Rozalia Galiyeva Elena Grosheva Svetlana Khorkina Dina Kochetkova Yevgeniya Kuznetsova Oksana Lyapina                                                                           | (ROM) Simona Amânar Gina Gogean Ionela Loaieș Alexandra Marinescu Lavinia Miloșovici Mirela Țugurlan                                                                 |
| Sydney 2000      | (ROM) Andreea Răducan Maria Olaru Simona Amânar Loredana Boboc Andreea Isărescu Claudia Presăcan | (RUS) Elena Produnova Svetlana Khorkina Ekaterina Lobaznyuk Elena Zamolodchikova Anastasiya Kolesnikova Anna Chepeleva                                                                                  | (SUA) Amy Chow Jamie Dantzscher Dominique Dawes Kristen Maloney Elise Ray Tasha Schwikert                                                                            |
| Atena 2004       | (ROM) Oana Ban Alexandra Eremia Cătălina Ponor Monica Roșu Nicoleta Daniela Șofronie Silvia Stroescu | (SUA) Mohini Bhardwaj Annia Hatch Terin Humphrey Courtney Kupets Courtney McCool Carly Patterson | (RUS) Ludmila Ezhova Svetlana Khorkina Maria Krioutchkova Anna Pavlova Elena Zamolodchikova Natalia Ziganchina                                                       |
| Beijing 2008     | (CHN) Yang Yilin Cheng Fei Jiang Yuyuan Deng Linlin He Kexin Li Shanshan | (SUA) Shawn Johnson Nastia Liukin Chellsie Memmel Samantha Peszek Alicia Sacramone Bridget Sloan | (ROM) Andreea Acatrinei Gabriela Drăgoi Andreea Grigore Sandra Izbașa Steliana Nistor Anamaria Tămârjan                                                              |
| Londra 2012      | (SUA) Gabby Douglas Jordyn Wieber Aly Raisman Kyla Ross McKayla Maroney | (RUS) Aliya Mustafina Viktoria Komova Kseniia Afanaseva Anastasia Grishina Maria Paseka | (ROU) Cătălina Ponor Larisa Iordache Diana Bulimar Sandra Izbașa Diana Chelaru                                                                                       |
| Rio 2016         | (SUA) Simone Biles Gabby Douglas Laurie Hernandez Madison Kocian Alexandra Raisman | (RUS) Angelina Melnikova Aliya Mustafina Maria Paseka Daria Spiridonova Seda Tutkhalyan | (CHN) Fan Yilin Mao Yi Shang Chunsong Tan Jiaxin Wang Yan |

Notă: Echipa chineză din 2000 a fost deposedată de medalia de bronz. Federația Internațională de Gimnastică a recomandat CIO ca medaliile să fie atribuite echipei din Statele Unite, deoarece gimnasta Dong Fangxiao era minoră (<16), la momentul concursului. CIO a confirmat decizia FIG în aprilie 2010.

### Bârnă
| Probă sportivă   | Aur                        | Argint                     | Bronz                        |
| Helsinki 1952    | Nina Bocharova (URSS)      | Maria Gorokhovskaya (URSS) | Margit Korondi (HUN)         |
| Melbourne 1956   | Ágnes Keleti (HUN)         | Eva Bosáková (Cehia)       | nu s-a acordat               |
| Melbourne 1956   | Ágnes Keleti (HUN)         | Tamara Manina (URSS)       | nu s-a acordat               |
| Roma 1960        | Eva Bosáková (Cehia)       | Larisa Latînina (URSS)     | Sofia Muratova (URSS)        |
| Tokyo 1964       | Věra Čáslavská (Cehia)     | Tamara Manina (URSS)       | Larisa Latînina (URSS)       |
| Mexico 1968      | Natalia Kuchinskaya (URSS) | Věra Čáslavská (Cehia)     | Larissa Petrik (URSS)        |
| München 1972     | Olga Korbut (URSS)         | Tamara Lazakovich (URSS)   | Karin Janz (RDG)             |
| Montreal 1976    | Nadia Comăneci (ROM)       | Olga Korbut (URSS)         | Teodora Ungureanu (ROM)      |
| Moscova 1980     | Nadia Comăneci (ROM)       | Elena Davîdova (URSS)      | Natalia Shaposhnikova (URSS) |
| Los Angeles 1984 | Ecaterina Szabo (ROM)      | nu s-a acordat             | Kathy Johnson (SUA)          |
| Los Angeles 1984 | Simona Păucă (ROM)         | nu s-a acordat             | Kathy Johnson (SUA)          |
| Seul 1988        | Daniela Silivaș (ROM)      | Elena Șușunova (URSS)      | Phoebe Mills (SUA)           |
| Seul 1988        | Daniela Silivaș (ROM)      | Elena Șușunova (URSS)      | Gabriela Potorac (ROM)       |
| Barcelona 1992   | Tatiana Lîsenko            | Shannon Miller (SUA)       | nu s-a acordat               |
| Barcelona 1992   | Tatiana Lîsenko            | Lu Li (CHN)                | nu s-a acordat               |
| Atlanta 1996     | Shannon Miller (SUA)       | Lilia Podkopaeva (UKR)     | Gina Gogean (ROM)            |
| Sydney 2000      | Liu Xuan (CHN)             | Ekaterina Lobazniuk (RUS)  | Elena Produnova (RUS)        |
| Atena 2004       | Cătălina Ponor (ROM)       | Carly Patterson (SUA)      | Alexandra Eremia (ROM)       |
| Beijing 2008     | Shawn Johnson (SUA)        | Nastia Liukin (SUA)        | Cheng Fei (CHN)              |
| Londra 2012      |                            |                            |                              |

### Sol
| Probă sportivă   | Aur                        | Argint                      | Bronz                      |
| Helsinki 1952    | Ágnes Keleti (HUN)         | Maria Gorokhovskaya (URSS)  | Margit Korondi (HUN)       |
| Melbourne 1956   | Ágnes Keleti (HUN)         | nu s-a acordat              | Elena Leușteanu (ROM)      |
| Melbourne 1956   | Larisa Latînina (URSS)     | nu s-a acordat              | Elena Leușteanu (ROM)      |
| Roma 1960        | Larisa Latînina (URSS)     | Polina Astakhova (URSS)     | Tamara Lyukhina (URSS)     |
| Tokyo 1964       | Larisa Latînina (URSS)     | Polina Astakhova (URSS)     | Anikó Jánosi-Ducza (HUN)   |
| Mexico 1968      | Věra Čáslavská (Cehia)     | nu s-a acordat              | Natalia Kuchinskaya (URSS) |
| Mexico 1968      | Larissa Petrik (URSS)      | nu s-a acordat              | Natalia Kuchinskaya (URSS) |
| München 1972     | Olga Korbut (URSS)         | Ludmilla Turisceva (URSS)   | Tamara Lazakovich (URSS)   |
| Montreal 1976    | Nellie Kim (URSS)          | Ludmilla Turisceva (URSS)   | Nadia Comăneci (ROM)       |
| Moscova 1980     | Nadia Comăneci (ROM)       | nu s-a acordat              | Maxi Gnauck (RDG)          |
| Moscova 1980     | Nellie Kim (URSS)          | nu s-a acordat              | Natalia Șapoșnikova (URSS) |
| Los Angeles 1984 | Ecaterina Szabo (ROM)      | Julianne McNamara (SUA)     | Mary Lou Retton (SUA)      |
| Seul 1988        | Daniela Silivaș (ROM)      | Svetlana Boghinskaia (URSS) | Diana Dudeva (BUL)         |
| Barcelona 1992   | Lavinia Miloșovici (ROM)   | Henrietta Ónodi (HUN)       | Cristina Bontaș (ROM)      |
| Barcelona 1992   | Lavinia Miloșovici (ROM)   | Henrietta Ónodi (HUN)       | Tatiana Gutsu              |
| Barcelona 1992   | Lavinia Miloșovici (ROM)   | Henrietta Ónodi (HUN)       | Shannon Miller (SUA)       |
| Atlanta 1996     | Lilia Podkopaeva (UKR)     | Simona Amânar (ROM)         | Dominique Dawes (SUA)      |
| Sydney 2000      | Elena Zamolodchikova (RUS) | Svetlana Horkina (RUS)      | Simona Amânar (ROM)        |
| Atena 2004       | Cătălina Ponor (ROM)       | Daniela Sofronie (ROM)      | Patricia Moreno (ESP)      |
| Beijing 2008     | Sandra Izbașa (ROM)        | Shawn Johnson (SUA)         | Nastia Liukin (SUA)        |
| Londra 2012      |                            |                             |                            |

### Paralele inegale
| Probă sportivă   | Aur                     | Argint                     | Bronz                   |
| Helsinki 1952    | Margit Korondi (HUN)    | Maria Gorokhovskaya (URSS) | Ágnes Keleti (HUN)      |
| Melbourne 1956   | Ágnes Keleti (HUN)      | Larisa Latînina (URSS)     | Sofia Muratova (URSS)   |
| Roma 1960        | Polina Astakhova (URSS) | Larisa Latînina (URSS)     | Tamara Lyukhina (URSS)  |
| Tokyo 1964       | Polina Astakhova (URSS) | Katalin Makray (HUN)       | Larisa Latînina (URSS)  |
| Mexico 1968      | Věra Čáslavská (Cehia)  | Karin Janz (RDG)           | Zinaida Voronina (URSS) |
| München 1972     | Karin Janz (RDG)        | Olga Korbut (URSS)         | nu s-a acordat          |
| München 1972     | Karin Janz (RDG)        | Erika Zuchold (RDG)        | nu s-a acordat          |
| Montreal 1976    | Nadia Comăneci (ROM)    | Teodora Ungureanu (ROM)    | Marta Egervari (HUN)    |
| Moscova 1980     | Maxi Gnauck (RDG)       | Emilia Eberle (ROM)        | Maria Filatova (URSS)   |
| Moscova 1980     | Maxi Gnauck (RDG)       | Emilia Eberle (ROM)        | Steffi Kraker (RDG)     |
| Moscova 1980     | Maxi Gnauck (RDG)       | Emilia Eberle (ROM)        | Melita Ruhn (ROM)       |
| Los Angeles 1984 | Ma Yanhong (CHN)        | nu s-a acordat             | Mary Lou Retton (SUA)   |
| Los Angeles 1984 | Julianne McNamara (SUA) | nu s-a acordat             | Mary Lou Retton (SUA)   |
| Seul 1988        | Daniela Silivaș (ROM)   | Dagmar Kersten (RDG)       | Elena Șușunova (URSS)   |
| Barcelona 1992   | Lu Li (CHN)             | Tatiana Gutsu              | Shannon Miller (SUA)    |
| Atlanta 1996     | Svetlana Horkina (RUS)  | Bi Wenjing (CHN)           | nu s-a acordat          |
| Atlanta 1996     | Svetlana Horkina (RUS)  | Amy Chow (SUA)             | nu s-a acordat          |
| Sydney 2000      | Svetlana Horkina (RUS)  | Jie Ling (CHN)             | Yun Yang (CHN)          |
| Atena 2004       | Émilie Le Pennec (FRA)  | Terin Humphrey (SUA)       | Courtney Kupets (SUA)   |
| Beijing 2008     | He Kexin (CHN)          | Nastia Liukin (SUA)        | Yang Yilin (CHN)        |
| Londra 2012      |                         |                            |                         |

### Sărituri
| Probă sportivă   | Aur                         | Argint                     | Bronz                     |
| Helsinki 1952    | Yekaterina Kalinchuk (URSS) | Maria Gorokhovskaya (URSS) | Galina Minaicheva (URSS)  |
| Melbourne 1956   | Larisa Latînina (URSS)      | Tamara Manina (URSS)       | Olga Tass (HUN)           |
| Melbourne 1956   | Larisa Latînina (URSS)      | Tamara Manina (URSS)       | Ann Sofi Colling (SWE)    |
| Roma 1960        | Margarita Nikolaeva (URSS)  | Sofia Muratova (URSS)      | Larisa Latînina (URSS)    |
| Tokyo 1964       | Věra Čáslavská (Cehia)      | Larissa Latynina (URSS)    | nu s-a acordat            |
| Tokyo 1964       | Věra Čáslavská (Cehia)      | Birgit Radochla            | nu s-a acordat            |
| Mexico 1968      | Věra Čáslavská (Cehia)      | Erika Zuchold (RDG)        | Zinaida Voronina (URSS)   |
| München 1972     | Karin Janz (RDG)            | Erika Zuchold (RDG)        | Ludmilla Turisceva (URSS) |
| Montreal 1976    | Nellie Kim (URSS)           | Ludmilla Turisceva (URSS)  | Carola Dombeck (RDG)      |
| Moscova 1980     | Natalia Șapoșnikova (URSS)  | Steffi Kraker (RDG)        | Melita Ruhn (ROM)         |
| Los Angeles 1984 | Ecaterina Szabo (ROM)       | Mary Lou Retton (SUA)      | Lavinia Agache (ROM)      |
| Seul 1988        | Svetlana Boghinskaia (URSS) | Gabriela Potorac (ROM)     | Daniela Silivaș (ROM)     |
| Barcelona 1992   | Lavinia Miloșovici (ROM)    | nu s-a acordat             | Tatiana Lîsenko           |
| Barcelona 1992   | Henrietta Ónodi (HUN)       | nu s-a acordat             | Tatiana Lîsenko           |
| Atlanta 1996     | Simona Amânar (ROM)         | Mo Huilan (CHN)            | Gina Gogean (ROM)         |
| Sydney 2000      | Elena Zamolodchikova (RUS)  | Andreea Răducan (ROM)      | Ekaterina Lobazniuk (RUS) |
| Atena 2004       | Monica Roșu (ROM)           | Annia Hatch (SUA)          | Anna Pavlova (RUS)        |
| Beijing 2008     | Hong Un-Jong (PKR)          | Oksana Chusovitina (GER)   | Cheng Fei (CHN)           |
| Londra 2012      | Sandra Izbașa (ROM)         | McKayla Maroney (SUA)      | Maria Paseka (RUS)        |

## Gimnastică ritmică

### Individual compus
| Probă sportivă   | Aur                    | Argint                  | Bronz                       |
| Los Angeles 1984 | Lori Fung (CAN)        | Doina Stăiculescu (ROM) | Regina Weber (RFG)          |
| Seul 1988        | Marina Lobatch (URSS)  | Adriana Dunavska (BUL)  | Alexandra Timoshenko (URSS) |
| Barcelona 1992   | Alexandra Timoshenko   | Carolina Pascual (ESP)  | Oxana Skaldina              |
| Atlanta 1996     | E.Serebrianskaya (UKR) | Yana Batyrchina (RUS)   | Elena Vitrichenko (UKR)     |
| Sydney 2000      | Yulia Barsukova (RUS)  | Yulia Raskina (BLR)     | Alina Kabaeva (RUS)         |
| Atena 2004       | Alina Kabaeva (RUS)    | Irina Tchachina (RUS)   | Anna Bessonova (UKR)        |
| Beijing 2008     | Eugenia Kanaeva (RUS)  | Inna Zhukova (BUL)      | Anna Bessonova (UKR)        |
| Londra 2012      |                        |                         |                             |

### Echipe
| Probă sportivă | Aur | Argint                                                                                                | Bronz |
| Atlanta 1996   | (ESP) Marta Baldó Nuria Cabanillas Estela Giménez Lorena Guréndez Tania Lamarca Estíbaliz Martínez       | (BUL) Ina Deltcheva Valentina Kevlian Maria Koleva Maja Tabakova Ivelina Taleva Viara Vatachka        | (RUS) Evguenia Botchkareva Olga Chtyrenko Irina Dziouba Angelina Iouchkova Ioulia Ivanova Elena Krivochei        |
| Sydney 2000    | (RUS) Irina Belova Elena Chalamova Natalia Lavrova Maria Netessova Vera Shimanskaya Irina Zilber         | (BLR) Tatyana Ananko Tatyana Belan Anna Glazkova Irina Ilyenkova Maria Lazuk Olga Puzhevich           | (GRE) Eirini Aindili Evangelia Christodoulou Maria Georgatou Zacharoula Karyami Charikleia Pantazi Anna Pollatou |
| Atena 2004     | (RUS) Olesia Beluguina Olga Glatskikh Tatiana Kurbakova Natalia Lavrova Elena Posevina Elena Murzina     | (ITA) Elisa Blanchi Fabrizia D'Ottavio Marinella Falca Daniela Masseroni Elisa Santoni Laura Vernizzi | (BUL) Zhaneta Ilieva Eleonora Kezhova Zornitsa Marinova Kristina Ranguelova Galina Tancheva Vladislava Tancheva  |
| Beijing 2008   | (RUS) Margarita Aliychuk Anna Gavrilenko Tatiana Gorbunova Elena Posevina Darya Shkurihina Natalia Zueva | (CHN) Cai Tongtong Chou Tao Lu Yuanyang Ma Jiawei Sui Jianshuang Sun Dan Zhang Shuo                   | (BUL) Olesya Babushkina Anastasia Ivankova Ksenia Sankovich Zinaida Lunina Glafira Martinovich Alina Tumilovich  |
| Londra 2012    | | | |

## Trambulină

### Individual
| Probă sportivă | Aur                       | Argint                 | Bronz                  |
| Sydney 2000    | Irina Karavaeva (RUS)     | Oksana Tsyhuleva (UKR) | Karen Cockburn (CAN)   |
| Atena 2004     | Anna Dogonadze (GER)      | Karen Cockburn (CAN)   | Huang Shanshan (CHN)   |
| Beijing 2008   | He Wenna (CHN)            | Karen Cockburn (CAN)   | Ekaterina Khilko (UZB) |
| Londra 2012    | Rosannagh MacLennan (CAN) | Huang Shanshan (CHN)   | He Wenna (CHN)         |